# Gare de Pont-d'Ain
La gare de Pont-d'Ain est une gare ferroviaire française de la ligne de Mâcon à Ambérieu, située sur le territoire de la commune de Pont-d'Ain, dans le département de l'Ain, en région Auvergne-Rhône-Alpes.
Elle est mise en service en 1856 par la Compagnie du chemin de fer de Lyon à la Méditerranée (LM) avant de devenir une gare du réseau de la Compagnie des chemins de fer de Paris à Lyon et à la Méditerranée (PLM).
C'est une gare de la Société nationale des chemins de fer français (SNCF), desservie par des trains du réseau TER Auvergne-Rhône-Alpes.

## Situation ferroviaire
Établie à 245 mètres d'altitude, la gare de Pont-d'Ain est située, au point kilométrique (PK) 56,537, de la ligne de Mâcon à Ambérieu, entre les gares de Saint-Martin-du-Mont et d'Ambronay - Priay.

## Histoire

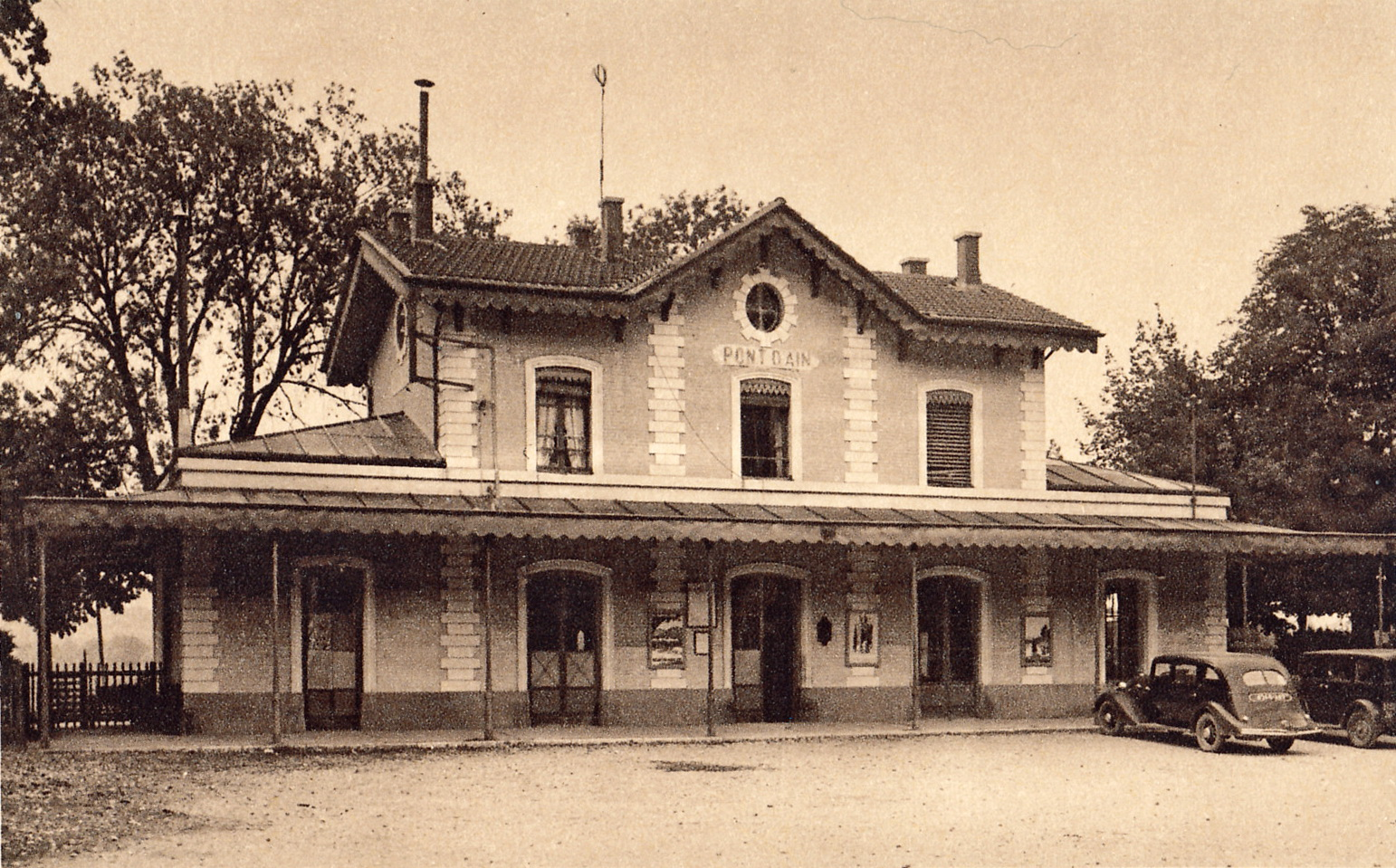
La gare, dans les années 1920.

La station de Pont-d'Ain est mise en service le 23 juin 1856 par la Compagnie du chemin de fer de Lyon à la Méditerranée (LM), lorsqu'elle ouvre à l'exploitation les 32 kilomètres de la section de Bourg à Ambrieu. Lors de cette ouverture, la gare de Pont-d'Ain est située entre les gares d'Ambronay et de La Vavrette.

## Fréquentation
Selon les estimations de la SNCF, la fréquentation annuelle de la gare s'élève aux nombres indiqués dans le tableau ci-dessous.
| Année               | 2024   | 2023   | 2022   | 2021   | 2020   | 2019   | 2018   | 2017   | 2016   | 2015   |
| ------------------- | ------ | ------ | ------ | ------ | ------ | ------ | ------ | ------ | ------ | ------ |
| Nombre de voyageurs | 35 368 | 32 568 | 31 244 | 25 236 | 19 543 | 26 296 | 21 678 | 26 249 | 24 673 | 24 354 |

## Service des voyageurs

### Accueil
Gare SNCF, elle dispose d'un bâtiment voyageurs avec guichet ouvert du lundi au vendredi. Elle est équipée d'une salle d'attente. 

### Desserte
Pont-d'Ain est desservie par des trains TER Auvergne-Rhône-Alpes qui effectuent des missions entre Bourg-en-Bresse,  ou Mâcon-Ville, et Ambérieu-en-Bugey.

Installations et desserte
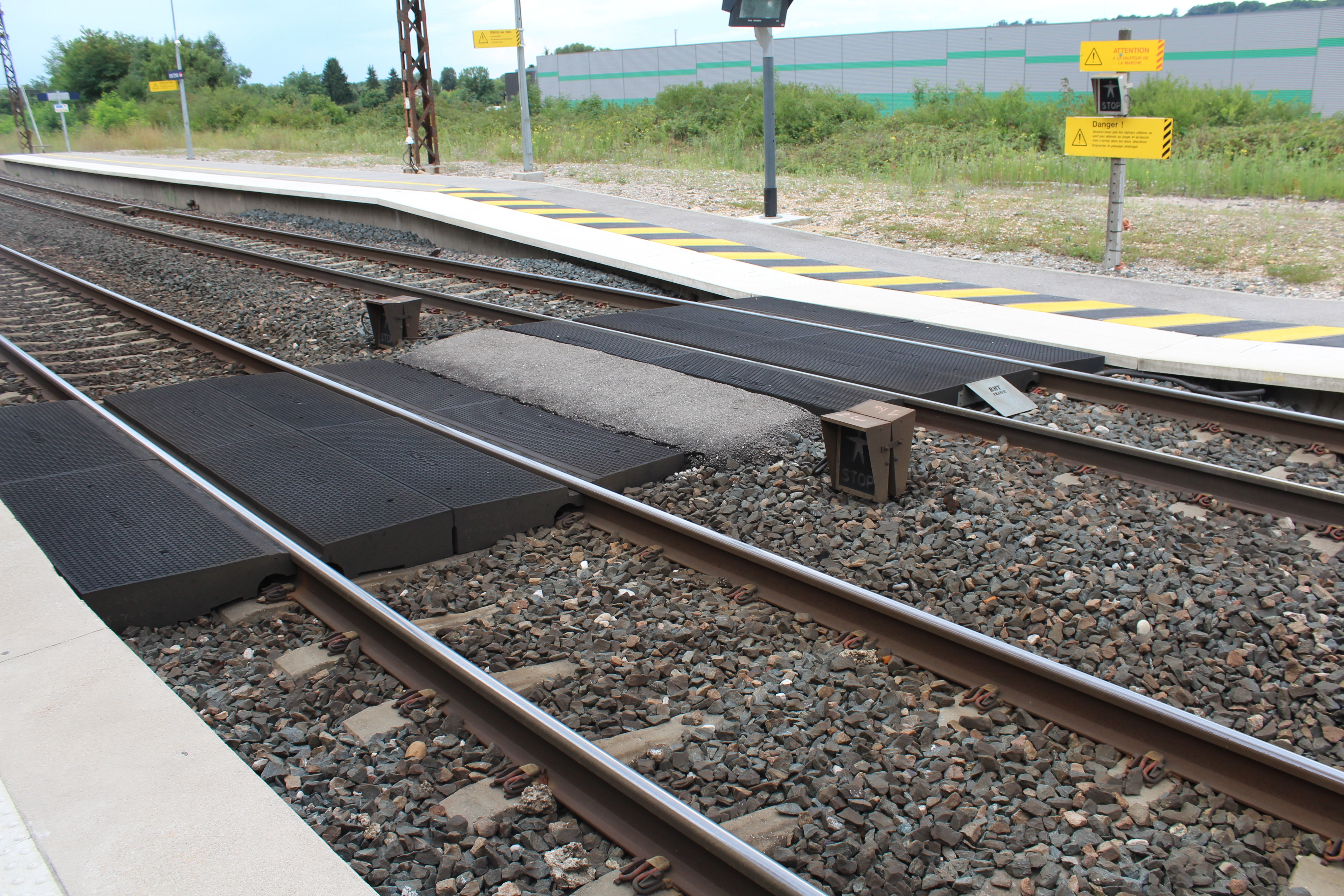
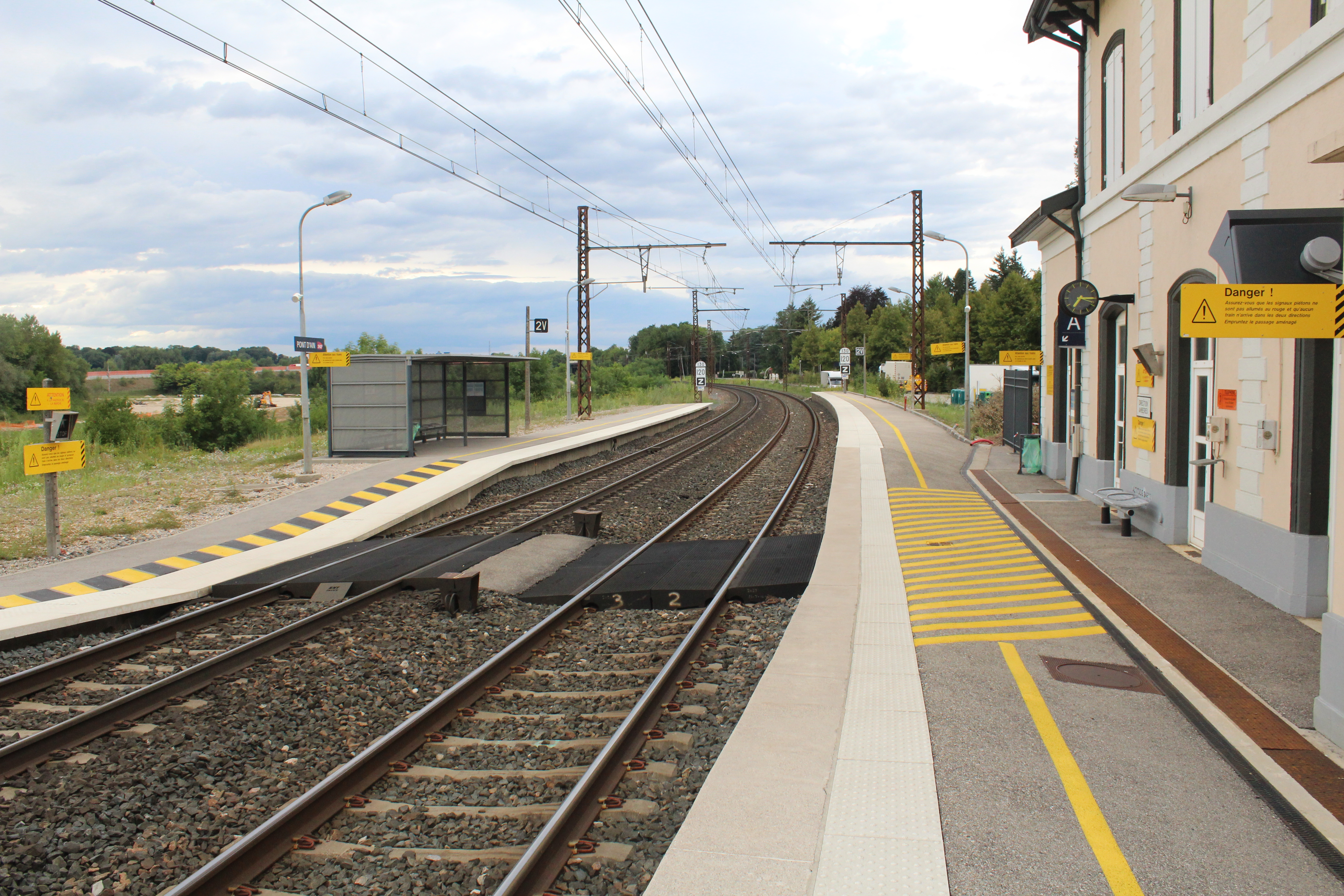
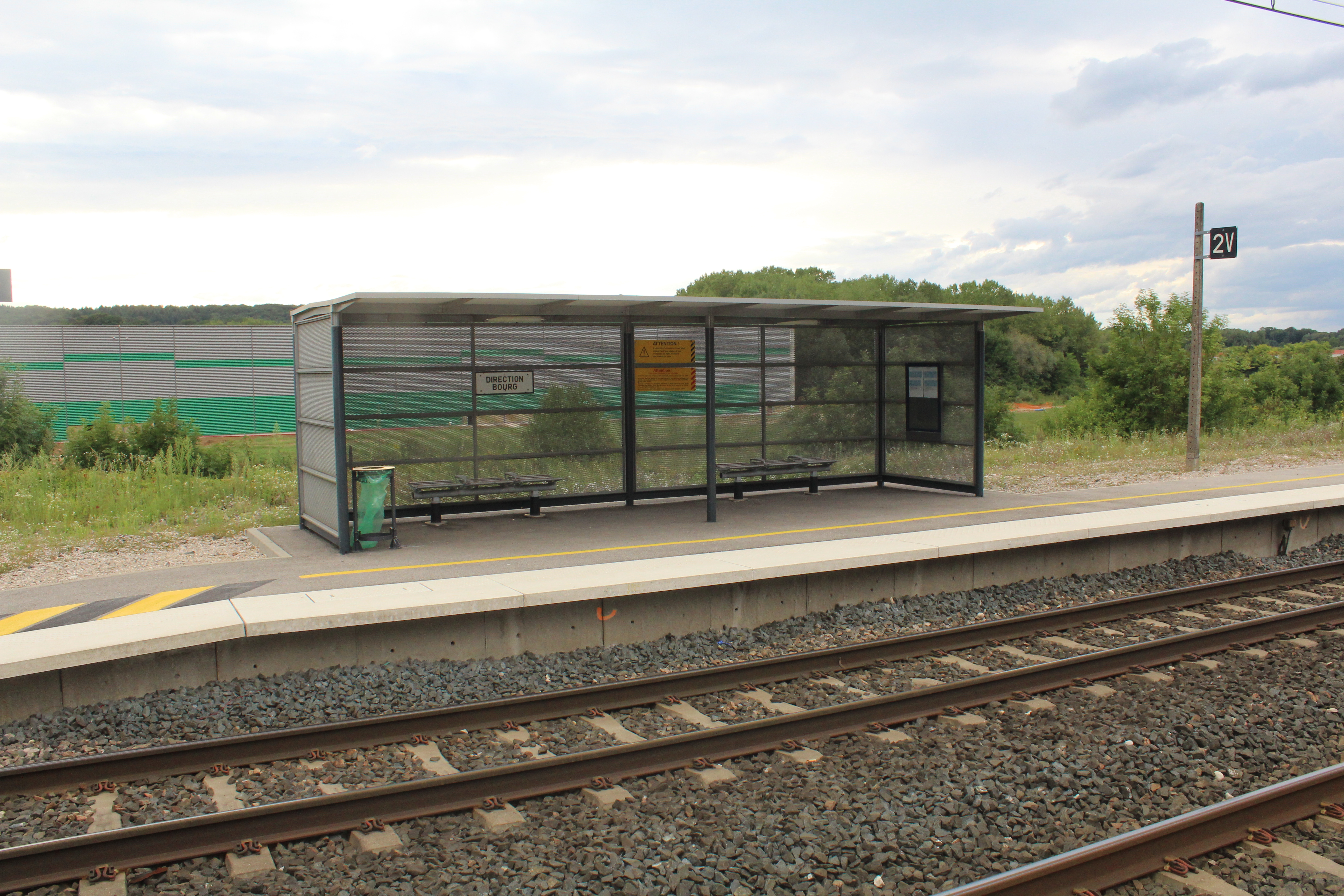

### Intermodalité
Un parc pour les vélos et un parking pour les véhicules sont aménagés.